# Kirby's Dream Land 3
Kirby's Dreamland 3, känt i Japan som Hoshi no Kirby 3 (星のカービィ3 Hoshi no Kābī Surī?, bokstavligen "Kirby av stjärnorna 3"), är ett plattformsspel utvecklat av HAL Laboratory och utgett av Nintendo till Super Nintendo Entertainment System. Spelet handlar om Kirby och hans vänner fisken Kine, ugglan Coo, hamstern Rick, bollen Gooey, fågeln Pitch, katten Nago och bläckfisken Chuchu som försöker stoppa Dark Matter från att ta över Dream Land.
Kirby's Dream Land 3 lanserades aldrig i en PAL-utgåva till Super Nintendo och släpptes därför först i Sverige på Virtual Console i juli 2009.